# باول بست
باول بست (8 مارس 1991 في المملكة المتحدة - ) (بالإنجليزية: Paul Best)‏ هو لاعب كريكت بريطاني. لعب مع نادي وارويكشاير للكريكيت ‏ ونادي مقاطعة نورثامبتونشير للكريكت ‏ ونادي جامعة كامبريدج للكريكيت ‏.

## وصلات خارجية
- باول بست على موقع إي آس بي آن كريك إنفو (الإنجليزية)